# Consejo Legislativo del Estado Cojedes
El Consejo Legislativo del Estado Bolivariano de Cojedes (CLEBC), es el que representa el Poder Legislativo de ese Estado de la parte Centro occidental de Venezuela, se trata de un parlamento regional unicameral, Su elección se realiza cada 4 años, pudiendo ser reelegidos, Con la posibilidad de revocar su mandato a la mitad del periodo Constitucional.
El concejo es unicameral y está compuesto por siete (7) diputados o legisladores regionales que son electos cada 4 años, bajo un sistema mixto de representación, por un lado se eligen un grupo de diputados por lista bajo el método D'Hont a nivel estatal y por otro lado se eligen por voto directo candidatos nominales por circunscripción definida, pudiendo ser reelegidos para nuevos períodos consecutivos, y con la posibilidad de ser revocados a la mitad de su período constitucional.

## Sede
El Palacio Legislativo del Estado Cojedes y sede de las sesiones del consejo se encuentra en la ciudad de San Carlos, capital del Estado Cojedes.

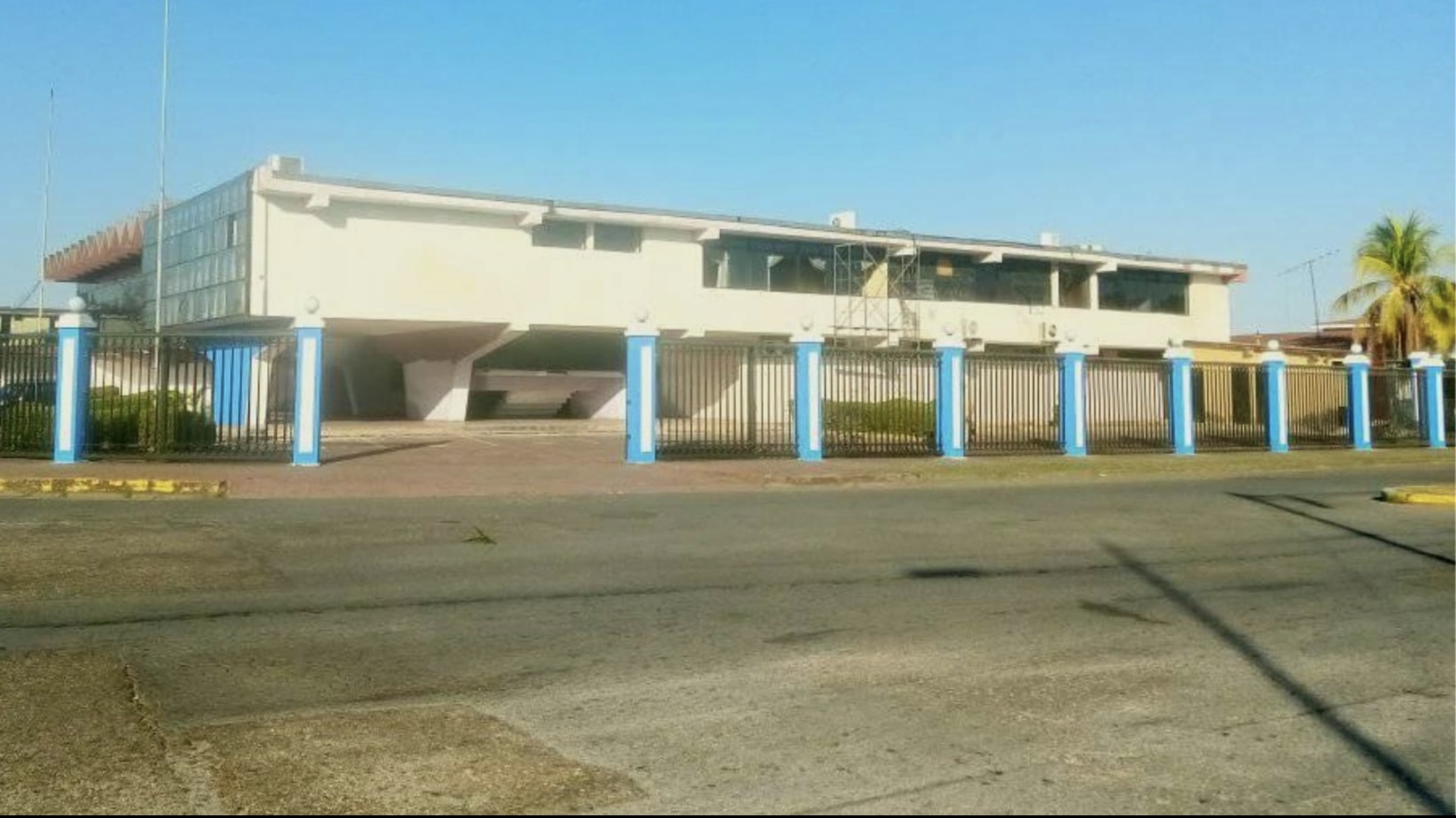
Sede del Consejo Legislativo (2022).

## Funciones
La Cámara elige de su seno, una Junta Directiva integrada por un Presidente y un Vicepresidente, adicionalmente se elige a un Secretario fuera de su seno. Al igual que en la Asamblea Nacional, el Parlamento regional conforma Comisiones permanentes de trabajo que se encargan de analizar los diferentes asuntos que las comunidades plantean, ejerciendo la vigilancia de la administración del Estado con el auxilio de la Contraloría General del Estado, así como la discusión y aprobación de los presupuestos de la cámara y del poder ejecutivo.
Las funciones de los consejos legislativos regionales de Venezuela se detallan en la Ley Orgánica de los Consejos Legislativos de los Estados publicada en Gaceta Oficial de la República Bolivariana de Venezuela del 13 de septiembre de 2001

## Composición de la VI Legislatura (2021-2025)
En las elecciones regionales de Venezuela de 2021, después de 21 años gobernada por el chavismo, la Mesa de la Unidad Democrática (opositora al chavismo) alcanza la Gobernación del Estado y la mayoría calificada de la cámara legislativa con 5 diputados de los 7 curules disponibles.
| Alianza / Grupo Parlamentario | Alianza / Grupo Parlamentario      | Diputado | Diputado        | Diputado         | Origen de Elección         | Cargo en el Consejo Legislativo |
| ----------------------------- | ---------------------------------- | -------- | --------------- | ---------------- | -------------------------- | ------------------------------- |
|                               | Mesa de la Unidad Democrática      |          |                 | Rafael Ochoa     | Lista                      | Diputado                        |
|                               | Mesa de la Unidad Democrática      |          | Luis Villanueva | Lista            | Presidente del Consejo     |                                 |
|                               | Mesa de la Unidad Democrática      |          | Jackson Páez    | Nominal (*)      | Diputado                   |                                 |
|                               | Mesa de la Unidad Democrática      |          | Francisco Vera  | Nominal          | Vicepresidente del Consejo |                                 |
|                               | Mesa de la Unidad Democrática      |          | Yesy Martínez   | Nominal          | Diputado                   |                                 |
|                               | Gran Polo Patriótico Simón Bolívar |          |                 | Patricia Mendoza | Lista                      | Diputado                        |
|                               | Gran Polo Patriótico Simón Bolívar |          | Rafael Ordóñez  | Lista            | Diputado                   |                                 |

(*) Jackson Páez fue electo como Legislador Suplente de Anahís Ruiz, quien le cedió su escaño en el parlamento estatal. 

### Junta Directiva
Periodo 2022-2023
- Presidente: Jackson Páez (FV/MUD)
- Vicepresidente: Yesy Martínez (MUD)
- Secretario: Luis Miranda (MUD)

Período 2023-2024
- Presidente: Luis Villanueva (UNT/MUD)
- Vicepresidente: Francisco Vera (AD/MUD)
- Secretario: Luis Miranda (MUD)

Período 2024-2025
- Presidente: Rafael Adonay Ochoa (AD/MUD)
- Vicepresidente: Luis Villanueva (UNT/MUD)

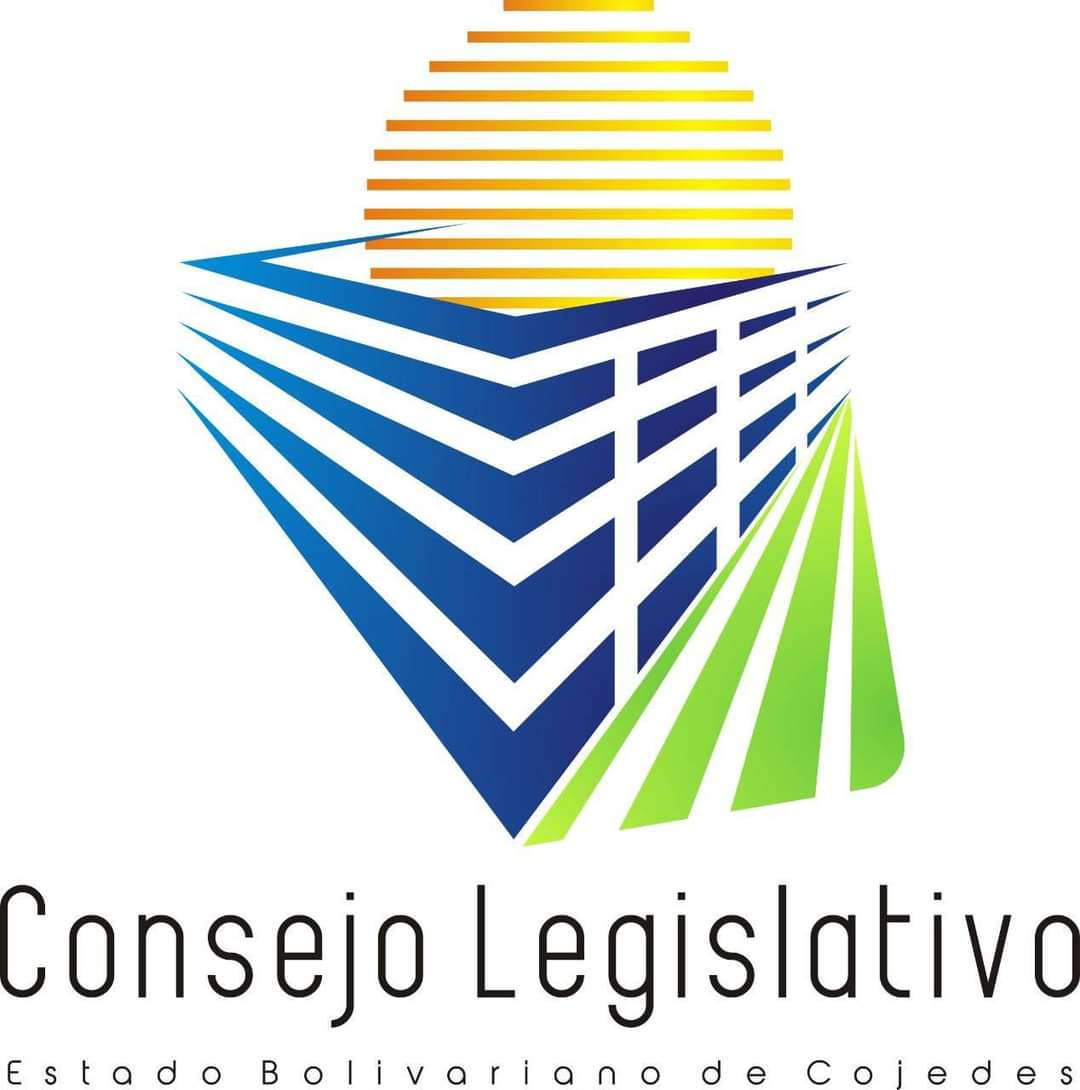
Logo actual del Consejo Legislativo del Estado Cojedes.

- Secretario: Luis Miranda (MUD)

## Legislaturas Previas

### I Legislatura (2000-2004)
En las elecciones de julio de 2000 el partido oficialista MVR logró obtener la mayor cantidad de escaños en el parlamento regional (con 4 legisladores de 7), el opositor socialdemócrata Acción Democrática obtuvo los 3 escaños restantes
| Alianza / Partido Político | Alianza / Partido Político | Diputados |
| -------------------------- | -------------------------- | --------- |
|                            | Acción Democrática         | 3         |
|                            | Movimiento V República     | 4         |

### II Legislatura (2004-2008)
En las elecciones de octubre de 2004 la alianza oficialista obtuvo la totalidad de los puestos del parlamento regional al conseguir 7 de 7 escaños posibles obteniendo el MVR y Podemos (para ese entonces oficialista) 3 cargos cada uno y el partido regional oficialista Tinaquillo Es I el escaño restante
| Alianza / Partido Político     | Alianza / Partido Político     | Diputados |
| ------------------------------ | ------------------------------ | --------- |
| Alianza Revolución Bolivariana | Alianza Revolución Bolivariana | 7         |
|                                | Movimiento V República         | 3         |
|                                | Podemos                        | 3         |
|                                | Tinaquillo es 1                | 1         |

### III Legislatura (2008-2012)
En las elecciones regionales realizadas el 23 de noviembre de 2008 el oficialismo conquista la mayoría absoluta de la legislatura al obtener 6 de los 7 escaños posibles, dejando a la oposición representada solo por 1 escaño obtenido por Acción Democrática
| Alianza / Partido Político    | Alianza / Partido Político            | Diputados |
| ----------------------------- | ------------------------------------- | --------- |
| Polo Patriótico               | Polo Patriótico                       | 6         |
|                               | Partido Socialista Unido de Venezuela | 3         |
|                               | UVE                                   | 3         |
| Mesa de la Unidad Democrática | Mesa de la Unidad Democrática         | 1         |
|                               | Acción Democrática                    | 1         |

### IV Legislatura (2013-2017)
En las elecciones regionales realizadas el 16 de diciembre de 2012 el oficialismo conquistó 6 escaños, la MUD obtuvo 1 diputado.
| Alianza / Partido Político    | Alianza / Partido Político            | Diputados |
| ----------------------------- | ------------------------------------- | --------- |
| Polo Patriótico               | Polo Patriótico                       | 6         |
|                               | Partido Socialista Unido de Venezuela | 6         |
| Mesa de la Unidad Democrática | Mesa de la Unidad Democrática         | 1         |
|                               | MUD                                   | 1         |

### V Legislatura (2018-2021)
En esta legislatura el Gran Polo Patriótico obtuvo la totalidad de los escaños, siendo éste un hecho inédito en el Consejo Legislativo del Estado, explicado principalmente por la decisión de los principales partidos políticos, opositores al gobierno de Nicolás Maduro, de no participar en las elecciones. 
| Alianza / Partido Político | Alianza / Partido Político            | Diputados |
| -------------------------- | ------------------------------------- | --------- |
| Polo Patriótico            | Polo Patriótico                       | 7         |
|                            | Partido Socialista Unido de Venezuela | 7         |